# 霜月紫
霜月 紫（しもつき ゆかり、11月8日 - ）は、北海道出身の男性俳優・声優・タレント。アクロスエンタテインメント所属。旧芸名はYATCH（やっち）で、2010年12月より現名義に変更。

## 人物・来歴
- 代々木アニメーション学院札幌校声優タレント科出身。以前はJTBエンタテインメント、賢プロダクションに所属していた。
- 声優としてアニメ、ドラマCDなどに出演する傍ら、舞台俳優として精力的に活動している。他にも、歌手としてのライブから、パフォーマンスイベントやMCなど様々な分野で活動。
- 趣味・特技はアクション、殺陣、コスプレ[1]。世界コスプレサミット2012（2012年8月4日）において『薄桜鬼』のキャラクターのコスプレで日本代表として出場し、22ヶ国の代表コスプレイヤーの中から優勝。ワールドチャンピオンの座を獲得したことがある[2]。

## 出演
太字はメインキャラクター。

### テレビアニメ
2011年
- うたの☆プリンスさまっ♪ マジLOVE1000%
- フリージング（アンドレ＝フランソワーズ）
- 輪るピングドラム

2012年
- だから僕は、Hができない。（玉野光）

2013年
- AMNESIA（男）
- フリージング ヴァイブレーション（アンドレ＝フランソワーズ）

2014年
- さばげぶっ!（駅員、客、暁の撃墜王、鉄砲玉）
- デート・ア・ライブII

2016年
- うたの☆プリンスさまっ♪ マジLOVEレジェンドスター（司会）
- 甲鉄城のカバネリ（民人）
- SHOW BY ROCK!!#（デーヤン）
- DAYS（相手チーム）
- 僕のヒーローアカデミア（生徒、市民）
- マクロスΔ（男性隊員A）

2017年
- 進撃の巨人（フィル、調査兵）

2018年
- カードキャプターさくら クリアカード編（上沼先生）
- 銀河英雄伝説 Die Neue These 邂逅（上級生、オペレーター、兵士）
- HUGっと!プリキュア（2018年 - 2019年、愛崎正人）

2025年
- Übel Blatt〜ユーベルブラット〜（エルツェン）

### 劇場アニメ
- RE:cycle of the PENGUINDRUM [後編] 僕は君を愛してる（2022年）

### ゲーム
- 四八（仮）（2007年）
- 乙女剣武蔵 愛洲移香斎役（2019年）

### ドラマCD
- MEN`sオンリー「リボンの騎士」- フランツ・チャーミング
- 「PLATONIC BLOOD」ベリル

### ラジオドラマ
- VOMIC CRASH! 特別バージョン（紫ノ塚怜）

### 舞台
- 旅に出ようよ 〜サリー & Daydreamers〜（2008年、演劇ユニットNUMBER2+1）
- 民宿チャーチの熱い夜6（2008年、民宿チャーチの熱い夜製作委員featuringNUMBER2+1）
- 斬 永遠に吹く風（2008年、劇団SevenStars）-土方歳三役
- トワイライトプリンセス（2008年、演劇ユニットHAPPY MAP）-流浪人（義経）役
- 燃ゆる暁に翳せ深紅の心（2009年、劇団SevenStars）-ロン役
- ただ春の夜の夢の如し（2009年、演劇ユニットHAPPY MAP）-佐々木小次郎役
- METAL御伽草子 〜桃太郎〜（2009年、劇団SevenStars）-艶鬼役
- 霧ヶ島ノ春 (2010年、劇団ヘラクレス）-山田右衛門役
- あめつちほしそら (2011年、潮見組）-ヤマタノオロチ役
- Q-あなたはだぁれ?-（2011年）
- Spiral of Decay (2012年、劇団SevenStars）-沖田総司役
- 男おいらん (2013年、男おいらんProject）-紫野役
- Lenz〜桜の中に隠れた烏〜 (2014年、RAYNeT）-櫛淵蒼太役
- 擬人カレシ〜けもミミ大作戦!?〜（2014年、モノガタリ）アオイ役　シオン役
- マフィアモーレ☆（2016年2月、モノガタリ）グレゴリー役
- キャプテンハーロック～次元航海～（2016年6月8日〜12日）キリタイソラ役
- 黒蝶のサイケデリカ THE STAGE（2016年8月3日～7日紀伊國屋ホール） - 旅人 ヒュー 役
- 朗読ミュージカル「あやかしの巻」（2016年8月15日）瀬川半蔵役
- キャプテンハーロック～次元航海～（2017年1月9日〜13日）キリタイソラ役
- サイレントメビウス（2017年3月29日〜4月2日）モーバ・ドゥドゥース・バディナ 役
- Kmp planning Act.1　「ライ」（2017年5月3日～7日）芳一、義氏 役
- 蒼海のティーダ ～Truth～ The Five God Chronicle・琉球編（2017年8月9日～13日、CBGKシブゲキ!!）ワタツミ 役
- 男おいらん (2017年9月23日～10月1日）-飛竜 役
- 鬼斬ZERO(2017年11月22日~26日)-聞仲 役
- 雷ヶ丘に雪が降る(2017年12月20日~24日)-龍造寺道雪 役
- ボクの12支紳士～絵本の中のワンダーランド～(2018年1月17日~24日)-オロチ 役
- オバケストラ！（2018年7月11日～16日）-義王・フォン・ヴォルファルト役
- Over Smile（2018/9/12~9/17）カン・リュウソウ役
- 信長の野望・大志 -冬の陣-王道執行〜騎虎の白塩編～（2019年11月8日～11月12日）-榊原康政役
- 信長の野望・大志 -夢幻- ～本能寺の変～（2019年5月18日）（2019年5月22日～5月26日）-榊原康政役
- 朗読劇 涙箱（2019/8/09~8/12）
- 朗読劇 男おいらん（2019/9/09~9/12）宗次郎役
- 音楽劇「男おいらん～歌舞繚乱～」(2019年12/06~12/09)瑠衣役
- まんま、見ぃや（2020年2/13～2/17）
- 舞台『男おいらん〜月下紫苑〜』-紫野役(2021年12月20日〜12月26日
- 舞台 滄海天記 序篇～天月、闇に墜つ～（2021/12/8(水) ～ 2021/12/13(月)）天照大御神役
- 2.5次元ダンスライブ『ツキウタ。』ステージ 第12幕『裏斬心 -Children are sometimes ruthless and cruel.-』（2022年3月25日 - 4月3日、日本青年館ホール）[7]絶世卿(隼)役
- 舞台「滄海天記　陽炎篇」（2023年2月10日（金）〜14日（火））シアター1010　天照大御神役
- 舞台「code:L」（2024年9月05日（木）〜08日（日））武蔵野芸能劇場

### WEB
- 乙女ディア腐女子放送部 レギュラー
- おたくまちゃんねる レギュラー
- アイドル生放送局【木曜日】バン2プロダクション（2012年6月-、ニコニコ生放送）

### テレビ番組
- サタデーバリューフィーバー（再現VTR出演）
- 踊る!さんま御殿!!（再現VTR出演）
- ひみつのアラシちゃん（再現VTR出演）

### テレビドラマ
- 真犯人フラグ（劇中アニメ『シベツ』ヤクモ）